# Callibaetis capixaba
Callibaetis capixaba is een haft uit de familie Baetidae. De wetenschappelijke naam van de soort is voor het eerst geldig gepubliceerd in 2009 door Cruz, Salles & Hamada.
De soort komt voor in het Neotropisch gebied.